# Medfött beteende
Medfött beteende är inom etologin beteenden som är medfödda hos djur och andra levande varelser. Djuren behöver inte lära sig dessa beteenden utan det sker automatiskt med hjälp av en nyckelretning.
Exempel på ett medfött beteende är duvungens förmåga att flyga. Om man binder fast vingarna på en duvunge så att den inte kan röra sig fritt och träna vingarna, kommer den ändå att kunna flyga lika tidigt och bra som en unge som haft vingarna fria. Beteendet uppkommer när nervsystemet är tillräckligt utvecklat.
Kycklingar föds med beteendet att picka på marken för att leta efter mat, däremot kan de inte genast skilja på sädeskorn och gruskorn men med tiden lär de sig att skilja på dessa. Detta medfödda beteende är alltså utvecklat som ett inlärt beteende.